# پالوانچا
پالوانچا (به انگلیسی: Palwancha) یک منطقهٔ مسکونی در هند است که در Palwancha mandal واقع شده‌است. پالوانچا ۲۶٫۳۸ کیلومتر مربع مساحت و ۸۰٬۱۹۹ نفر جمعیت دارد و ۱۰۷ متر بالاتر از سطح دریا واقع شده‌است.